# マーサズ・ヴィンヤード手話

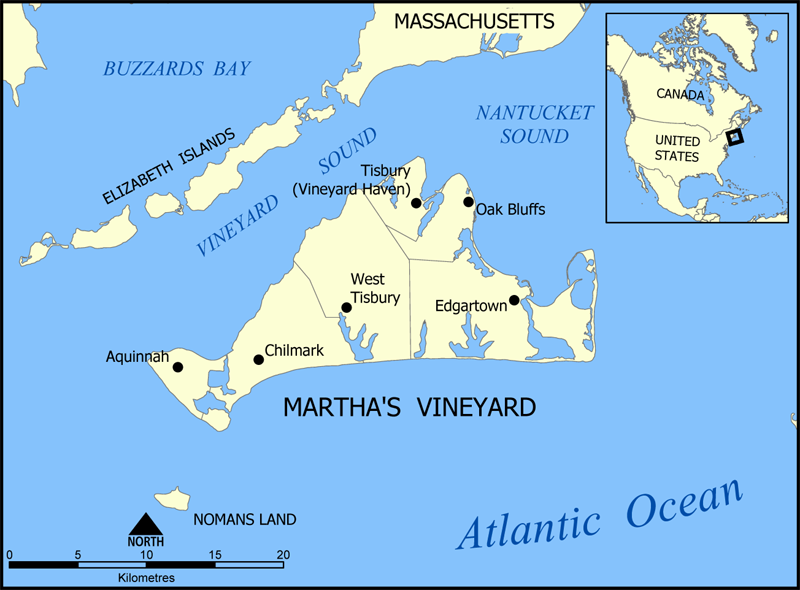
マーサズ・ヴィンヤード島の地図。大まかに三角形で、横幅は33 kmある。

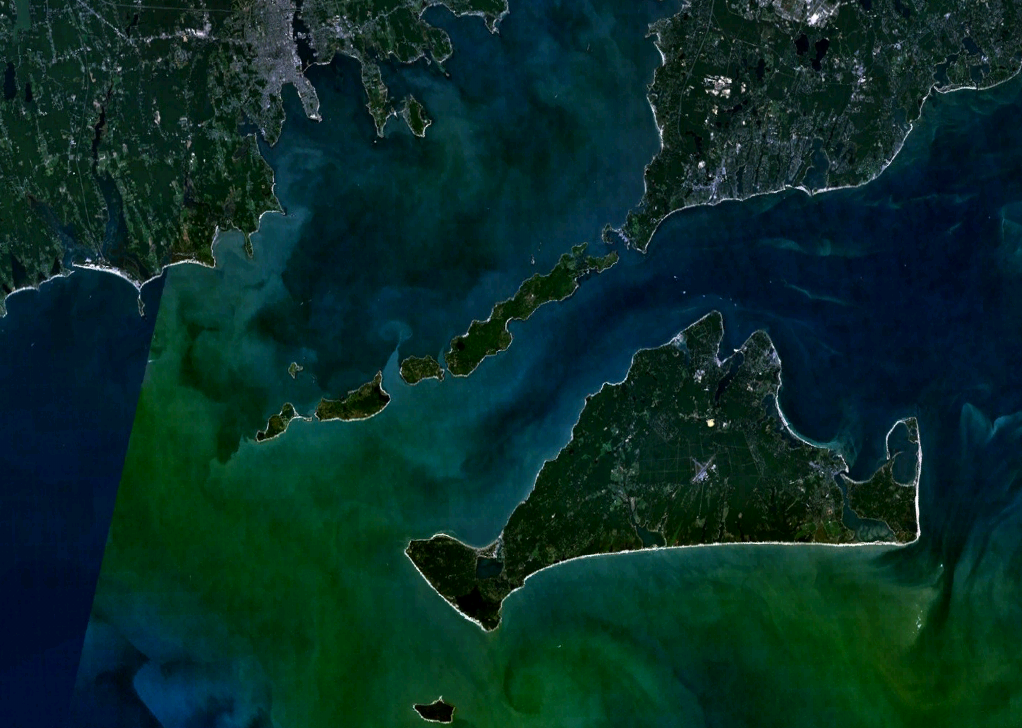
マーサズ・ヴィンヤード島とエリザベス諸島の航空写真

マーサズ・ヴィンヤード手話（英語: Martha's Vineyard Sign Language、通称MVSL）は、北米東海岸のマーサズ・ヴィンヤード島で、18世紀初期から1952年まで広く使われていた村落手話である。

## 概説
こうした村落手話が広く使われた背景として、当時、聴覚障害をもつ島民の割合が非常に高く、その聴覚障害（ろう）が、それぞれ両親から同タイプの遺伝子を受け継ぐ場合のみ発現する形質、すなわち潜性であったためであり、故に島のほとんど誰もが、ろう者と聴者両方の兄弟姉妹をもつ場合があった。

## 起源
同島のろう者の祖先は、イギリスのケント州ウィールドとして知られる、イングランド南東部の森林と小農場が広がる地方にまで遡ることができる。現在の研究では、16世紀のケントの古ケント手話がMVSLのルーツだろうと考えられている。
17世紀初頭、ウィールドの清教徒コミュニティから英領アメリカのマサチューセッツ湾植民地へ、家族単位での移民複数があり、遺伝性ろう者は遅くとも1714年までには同島に存在していた。その末裔の多くは後に同島に入植する。定住者初のろう者として知られる人物は、1694年に聴者の妻を伴ってマーサズ・ヴィンヤードに移住した、大工で農夫のジョナサン・ランバート（英: Jonathan Lambert）であり、以後1710年まで移民が続いた。こうして形づくられた内婚制共同体（英: endogamous community）は、以降200年以上に渡って遺伝的ろう者が高い割合で生まれ続けた。
18世紀までに独自のチルマーク手話（英: Chilmark Sign Language）が存在し、19世紀にフランス手話に影響を受け、20世紀までにMVSLへと発展、18世紀後半から20世紀初期にかけては、ほぼすべての島民がMVSLを母語とした。

## ろう者の比率と地理的特徴
1854年にはろう者の人口比がピークを迎え、アメリカ合衆国の平均が5730:1であったのに対し、ノラ・グロースによる1800年代後半の調査によると、同島出生者では155:1だった。島の西部に位置したチルマークの町では25:1という高さで、さらにチルマークの中でも人口60人のスキブノケット（英: Squibnocket）地区では、ある時点で4:1を記録した。

## 島のろう者の生活
MVSLの依存者は異質とは言え、一般的な同島の居住者として聴者と等しく実生活を送ることができた。ろう者は複雑な労働にも単純な労働にも就き、島の各種イベントに参加し、コミュニティにも加わっていた。この点が世界の他のろう者コミュニティとは対照的である。メキシコの地方のろう者によく似たコミュニティがあるが、そちらに永続的に生活する聴者は僅かであり、他のろう者のコミュニティは、聴者の人々から孤立していることがしばしばである。この時代の同島のコミュニティは、聴者のコミュニティと融合した例外事例である。
ろう者のMVSL使用者は、同島のろう者以外から除け者にされることはなかったが、ろうであるが故に直面する課題もあった。ろう者と聴者の結婚は共にMVSL使用者であったとしても、結婚生活の維持には非常な困難が伴った。その為にろう者間の結婚が普通で、結果として同島の近親交配の割合を高めることになった。MVSL使用者達は互いに親しくよく連携し、他のろう者にろう故の課題がある際はそのために助け合い、協力して解決を図った。MVSL使用者達はコミュニティのイベントを盛り上げることを通じて、聴者の若者にMVSLをより理解できるように教育した。この手話は、聴者の子供にもその幼少期に使用され、入学時に接する多くのろう者とのコミュニケーションを取れるように教え込まれ、唇の動き、手の動き（ジェスチャーとしての手振り）、慣用される身振り、顔の表情などが教えられた。MVSLを習う夏期学校（サマースクール）も存在した。聴者はろう者がその場にいない時でも手話を用いた程で、例えば学校で生徒が教師の目を盗んで会話したり、大人同士でも教会の説教の最中に手話を行ったり、農夫が広い畑で子供達と手話で会話したり、互いの声が届かない海を行き交う船上から漁師が手話で会話を行った。しかし島外ではろう者は差別され、これがろう者が地元に受け入れられるように努め、また人工内耳が当初使用されなかった理由でもある。

## 本土へのろう者の転出
19世紀初期、アメリカ本土ではろう者教育にたいする新しい考え方・取り組みが現れ、コネチカット州のハートフォードに、アメリカ合衆国初のろう者のための学校、コネティカット聾唖教育指導施設が1817年に開設された。これを受けて同島の多数のろう者が同校に入学した。同校の教師はフランス手話で教授したが、同島出身のろう生徒はMVSLも使い続け、同島以外から来たろう生徒は各自が自身のホームサインを使った。こうしてMVSLを含め、異なる手話体系が同時に使われたことで混ざり合って融合し、今日のアメリカ手話(ASL)と呼ばれる、合衆国最大のろう者共同言語が生まれた、同校はアメリカ合衆国での"ろう者社会"（ろう者コミュニティ）成立の地として機能した。
同校で同島以外出身の配偶者を得て戻ったことで、配偶者のろうの遺伝因子は当然島とは異なるため、島のろう遺伝的背景（遺伝子プール）の多様化に寄与した。また一度島を離れたろう者が別の土地に永住するケースも増えたので、島の遺伝性ろう家系が減少した。以前は他とは隔絶していた、漁民と農民を中心とする共同体は、20世紀の初め頃には島の経済の枢要を占めつつあった、旅行者や避暑を目的とした、季節的な長期滞在者の流入の影響が見え始めていた。観光業界は、漁業や農業ほどろう者には取り組まなかった。こうして通婚や移住を通じて島民は本土とより多く交流を持つようになり、島の共同体は、他所にありふれた開かれた共同体社会の姿に、どんどんと近づいていった。

## 衰亡
同島出身の生徒は、アメリカ手話の創生時、MVSL話者からの寄与という形で影響を与えたにもかかわらず、帰省時にはASLの語法（使用法）を持ち帰り、MVSLが衰退してしまった。加えて19世紀には交通の便が改善された事で聴者が流入し、遺伝性ろう者が激減した。
MVSLの伝統の中で生まれ育った最後の遺伝性ろう者である、ケイティ・ウェスト（英: Katie West）は1952年に亡くなった。死後、1980年代に研究者がこの言語を調査し始めた頃には、MVSLを思い出すことができる高齢者が少数ながら存命していた。実際、神経科医で作家でもあるオリバー・サックスがこの話題に触れた本を読んだ後に、同島に訪れた際には、口より先に手話で会話する高齢の島民らについて記している。ここでわずかなMVSLが記録されたものの、以後死語となった。言語学者はこの言語が失われないように保存しようと努めているが、母語使用者が現存しないため、困難である。